# NGC 680

NGC 680

المجرة إن جي سي 680 (بالإنجليزية: NGC 680)‏ هي مجرة إهليلجية في كوكبة الحمل. يصل اتساعها الزاوي 1,8′ × 1,6′ وشدة لمعانها قدر ظاهري 11,9 mag . اكتشفها العالم الفلكي الألماني البريطاني وليام هيرشل في 15 سبتمبر 1784.
وكما تذكر المجلة العلمية «ملحوظات شهرية لجمعية الفلكيين الملكية» أن المجرة إن جي سي 680 مثل المجرة إن جي سي 5557 تظهر كل منهما في وضع تصادمي مع نظام نجمي آخر منذ وقت ماضي قصير. ولهذا فقد حدد عمرهما بنحو مليار - 3 مليارات سنة بدلا من التوقع الإبتدائي بأن عمرهما بين 7 - 10 مليارات سنة . بذلك فهما تحيدان عن نظرية تكون الأنظمة النجمية. ويتابع العلماء رصد هاتين المجرتين لمعرفة ، هل هما حالات فريدة أم أن المجرات الإهليلجية بصفة عامة تكون حديثة العمر ؟

## معلومات عن المجرة إن جي سي 680
- الكوكبة = الحمل
- مطلع مستقيم = 01/49/47.3
- الميل = /21/58/15
- الحجم = 2
- النوع = هابل E
- قدر ظاهري = 11,9
- اتساعها الزاوي = 1.8/1.6
- انزياح أحمر :
- z = 0,009340
- بعدها عنا = 120 مليون سنة ضوئية
- قدر مطلق =
- كتلتها =
- قطرها =
- مكتشفها = وليام هيرشل
- تاريخ اكتشافها = 15. سبتمبر 1784

## اقرأ أيضا
- إن جي سي 884
- إن جي سي 5557